# 독일의 국명

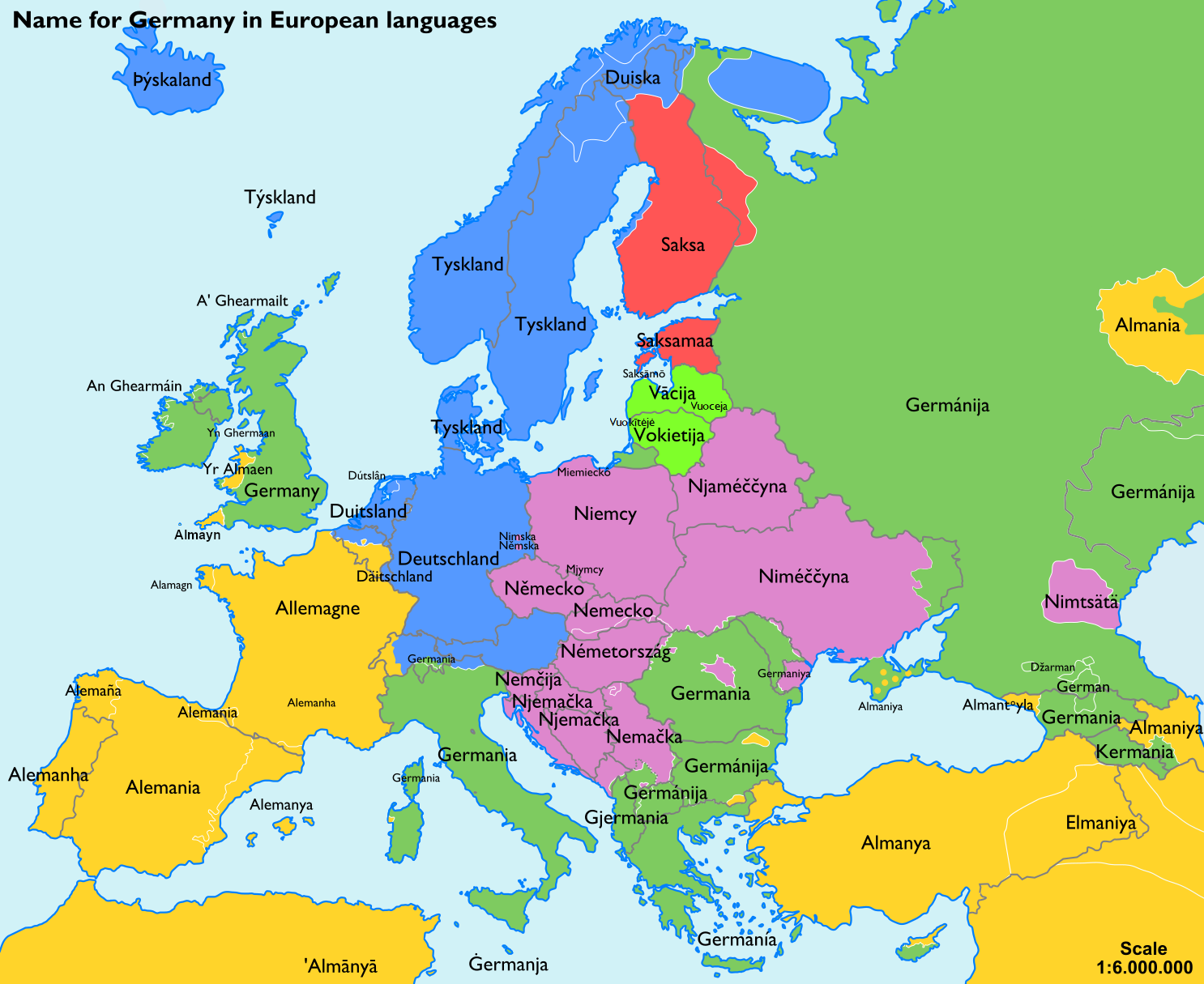
유럽의 각 언어들에서 독일을 부르는 명칭.
고대 고지 독일어의 *Þeudiskaz에서 유래된 명칭
라틴어의 Germania에서 유래된 명칭
알레마니 부족의 이름에서 유래된 명칭
작센의 이름에서 유래된 명칭
슬라브조어 *němьcь에서 유래된 명칭
불명확

독일의 국명은 각 언어마다 부르는 명칭이 매우 다양하며, 그 대표적인 예시는 다음이 있다:
- 독일어에서 자국을 부르는 명칭으로 고대 고지 독일어의 diutisc(도이치)에서 유래된 Deutschland(도이칠란트)가 사용된다.
- 프랑스어에서 독일을 부르는 명칭으로 알레만니 부족에서 유래된 Allemagne(알마뉴)가 사용된다.
- 이탈리아어에서 독일을 부르는 명칭으로 라틴어에서 유래된 Germania(게르마니아)가 사용된다.
- 폴란드어에서 독일을 부르는 명칭으로 "낯선 사람"을 지칭하는 슬라브조어의 nemets(네메츠)에서 유래된 Niemcy(니엠치)가 사용된다.[1]
- 핀란드어에서 독일을 부르는 명칭으로 색슨인의 이름에서 유래된 Saksa(사크사)가 사용된다.

언어에서 어떠한 것을 부르는 명칭은 종종 사회의 변화에 뒤쳐지고 첫 만남에 가장 큰 영향을 받는 경향이 있다. 핀란드인들은 색슨인을 먼저 만났고, 프랑스인들은 알레만니인들을 먼저 만나 독일을 부르는 명칭으로 각각 '사크사'와 '알마뉴'를 사용했다. 이러한 경향은 폴란드인들이 독일인들을 향해 "낯선 사람"으로 간주했던 시기에서 Niemcy(니엠치)가 유래되었다는 것에서도 나타난다.
독일의 명칭은 각 언어에서 각색되어 매우 다양하게 불린다. 이 글에서는 독일의 명칭이 변한 어원과 지리적 맥락을 포함해 전 세계적 용법을 제시한다.

## 각 지역별 명칭
일반적으로 독일의 명칭은 다음과 같이 어원에 따라 크게 6가지로 분류할 수 있다:

### 고대 고지 독일어diutisc에서 유래되거나 유사한 경우
- 아프리칸스어: Duitsland
- 중국어: 德意志(한어병음: Déyìzhì), 일반적으로 德國(덕국) 혹은 德国
- 덴마크어: Tyskland
- 네덜란드어: Duitsland
- 페로어: Týskland
- 독일어: Deutschland
- 아이슬란드어: Þýskaland
- 일본어: ドイツ (獨逸, 도이쓰)
- 르완다어: Ubudage[2]
- 한국어: 독일(獨逸, 일본어 한자식으로 읽은 것에서 유래됨), 도이췰란트(조선민주주의인민공화국에서 사용)
- 로지반어: dotygu'e
- 저지 독일어, 저지 작센어: Düütschland/Duutslaand
- 룩셈부르크어: Däitschland
- 중세 라틴어: Teutonia, 혹은 regnum Teutonicum
- 나와틀어: Teutōtitlan
- 노르웨이어: Tyskland
- 북부 사미어: Duiska
- 북소토어: Tôitšhi
- 스웨덴어: Tyskland
- 타밀어: இடாய்ச்சுலாந்து (idaichulandu)
- 베트남어: Đức (德, 중국 한자의 베트남식 발음)
- 서프리슬란트어: Dútslân
- 이디시어: דײַטשלאַנד (daytshland)

### 라틴어Germania에서 유래된 경우
- 아체어: Jeureuman
- 알바니아어: Gjermania
- 아람어: ܓܪܡܢ (jerman)
- 아르메니아어: Գերմանիա (Germania)
- 벵골어: জার্মানি (jarmani)
- 불가리아어: Германия (Germánija)[b]
- 버마어: ဂျာမနီ (gyamani)
- 현대 영어: Germany
- 에스페란토: Germanio, 혹은 Germanujo
- 프리울리어: Gjermanie
- 조지아어: გერმანია (germania)
- 그리스어: Γερμανία (Germanía)
- 구자라트어: જર્મની (jarmanī)
- 하우사어: Jamus
- 현대 히브리어: גרמניה (germánya)
- 힌두스탄어:  जर्मनी, 혹은 جرمنی (jarmanī)
- 이도: Germania
- 파슈토어: جارمنی, 혹 jarmani
- 인도네시아어: Jerman
- 인테르링구아: Germania
- 아일랜드어: An Ghearmáin
- 이탈리아어: Germania[c]
- 하와이어: Kelemania
- 칸나다어: ಜರ್ಮನಿ (jarmani)
- 라오어: ເຢຍລະມັນ (yīa la man)
- 라틴어: Germania
- 마케도니아어: Германија (Germanija)
- 말레이어[d]: Jerman
- 맨어: Yn Ghermaan
- 몰타어: Ġermanja
- 마오리어: Tiamana
- 마라티어: जर्मनी (jarmanī)
- 마셜어: Jāmne
- 몽골어: Герман (German)
- 나우루어: Djermani
- 네팔어: जर्मनी (jarmanī)
- 펀자브어: ਜਰਮਨੀ (jarmanī)
- 루마니아어: Germania[e]
- 로만슈어: Germania
- 러시아어: Германия (Germánija)[f]
- 사모아어: Siamani
- 사르데냐어: Germania[g]
- 스코틀랜드 게일어: A' Ghearmailt
- 시칠리아어: Girmania
- 싱할라어: ජර්මනිය (jarmaniya)
- 소말리어: Jarmal
- 순다어: Jerman
- 스와힐리어: Ujerumani
- 타히티어: Heremani
- 타밀어: செருமனி (cerumani), ஜெர்மனி (jermani)
- 태국어: เยอรมนี (yəə-rá-má-nii), เยอรมัน (yəə-rá-man) (형용사형)
- 통가어: Siamane
- 우르두어: جرمنی (jarmanī)

### 알레만니부족의 명칭에서 유래된 경우
- 아랍어: ألمانيا ('ʾalmānyā)
- 아스투리아스어: Alemaña
- 아제르바이잔어: Almaniya
- 바스크어: Alemania
- 브르타뉴어: Alamagn
- 카탈루냐어: Alemanya
- 콘월어: Almayn
- 에스트레마두라어: Alemaña
- 필리핀어: Alemanya
- 프랑코프로방스어: Alemagnes
- 프랑스어: Allemagne
- 갈리시아어: Alemaña
- 과라니어: Alemáña
- 카자흐어: Алмания (Almanïya)[h]
- 크메르어: អាល្លឺម៉ង់ (ʾaalləɨmɑng)
- 쿠르드어: Elmaniya
- 라틴어: Alemannia
- 미란다어: Almanha
- 옥시타니아어: Alemanha
- 오지브와어: ᐋᓂᒫ (aanimaa)
- 페르시아어: آلمان ('ālmān)
- 피에몬테어: Almagna
- 포르투갈어: Alemanha
- 케추아어: Alimanya
- 스페인어: Alemania
- 타지크어: Олмон (Olmon)
- 타타르어: Алмания Almania
- 테툼어: Alemaña
- 튀르키예어: Almanya
- 웨일스어: Yr Almaen

### 색슨족의 명칭에서 유래된 경우
- 에스토니아어: Saksamaa
- 핀란드어: Saksa
- 리보니아어: Saksāmō
- 롬어: Ssassitko temm[3]
- 벱스어: Saksanma
- 버로어: S'aksamaa

### 슬라브조어단어*němьcь에서 유래된 경우
- 벨라루스어: Нямеччына (Njamjéččyna)
- 보스니아어: Njemačka
- 불가리아어: Немско (Nemsko)
- 크로아티아어: Njemačka
- 체코어: Německo
- 헝가리어: Németország
- 카슈브어: Miemieckô
- 몬테네그로어: Njemačka
- 오스만 튀르크어: نمچه (nemçe)[j]
- 폴란드어: Niemcy
- 세르비아어: Немачка (Nemačka)
- 실레시아어: Ńymcy
- 슬로바키아어: Nemecko
- 슬로베니아어: Nemčija
- 저지 소르브어: Nimska
- 고지 소르브어: Němska
- 우크라이나어: Німеччина (Niméččyna)

### 프로이센의 명칭에서 유래된 경우
- 림뷔르흐어: Pruses[k]
- 비공식적 룩셈부르크어: Preisen
- 비공식적 트웬츠어: De Pruus
- 실레시아어: Prusacy
- 타히티어: Purutia, 혹은 Heremani

### 불명확
- 쿠르세니에키어: Vāce Zėm
- 라트갈레어: Vuoceja
- 라트비아어: Vācija
- 리투아니아어: Vokietija
- 사모기티아어: Vuokītėjė

### 다른 형태가 사용된 경우
- 중세 그리스어: Frángoi, 혹은 frangikós - 프랑크인의 명칭에서 유래.
- 중세 히브리어: אַשְׁכְּנַז (Ashkenaz) - 성경 속에서 노아의 손자이자 야벳의 아들인 동시에 독일인의 후손으로 여겨지던 아스그나스의 이름에서 유래.
- 저지 소르브어: bawory, 혹은 bawery - 바이에른 지역의 명칭애서 유래.
- 실레시아어: 슈바벤 지역의 명칭에서 유래된 szwaby, 독일의 식민지 주민들이 거주하던 밤베르크 지역에서 유래된 bambry, 튜턴 기사단에서 유래된 krzyżacy(krzyżowcy의 폄하적 변형으로 사용됨), 마지막으로 라이히에서 유래된 Rajch, 혹은 Rajś[4]
- 고대 노르드어: Suðrvegr - "남쪽 길"을 의미하며 유럽 대륙을 침략한 게르만족을 묘사함.[5]
- 르완다어: 룬디어 Ubudagi에서 유래된 Ubudage, 이 단어들은 독일 제국 식민지 시기 사용되었던 인사말 guten Tag에서,[6] 혹은 deutsch에서 유래된 것으로 추정.[7] or from deutsch.[8]
- 나바호어: Béésh Bich'ahii Bikéyah(철로 된 모자를 쓰는 땅) - 슈탈헬름을 착용한 독일군 병사들의 모습에서 유래.
- 라코타어: Iyášiča Makȟóčhe(나쁜 말을 사용하는 땅)[9]
- 평원 크리어어: pîwâpiskwastotininâhk(철모를 쓴 사람들 사이에서), 혹은 mâyakwêsinâhk(외국어를 사용하는 사람들 사이에서)[10]
- 수도비아어: guti - 고대 프로이센어 miksiskai에서 유래.
- 폴란드어: 독일연방공화국(Federal Republic of Germany)의 약자인 R.F.N. = F.R.G.에서 유래된 Erefen(공산주의 시기 속어), 제2차 세계 대전 이전 사용되던 라이히에서 유래된 Rajch[4]

## 같이 보기
- 독일의 영토 변화

### 내용주
1. ↑  diutisc라는 단어는 게르만조어에서 "사람들의"를 뜻하는 þiudiskaz에서 유래되었다.
2. ↑  불가리아어에서 독일 국가를 부르는 명칭은 Germania(게르마니아)에서 유래되었지만, 독일인이라는 민족 자체를 뜻하는 немски(nemski)라는 단어는 슬라브조어에서 유래된 것이다.
3. ↑  이탈리아어에서 독일 국가를 부르는 명칭은 Germania(게르마니아)에서 유래되었지만, 독일인이라는 민족 자체를 뜻하는 tedesco(테데스코)는 고대 고지 독일어의 diutisc에서 유래된 것이다.
4. ↑  여기서 이 말레이어는 말레이시아어와 인도네시아어를 포함한다.
5. ↑  루마니아어에서 일반적으로 독일을 부르는 명칭은 Germania이지만, 대중 사이에서는 neamț라는 단어도 흔히 쓰인다.
6. ↑  러시아어에서 독일을 부르는 명칭은 Германия로 라틴어에서 유래되었지만, 독일인 민족 자체를 뜻하는 "немецкий" (nemetskiy)는 슬라브조어 *němьcь에서 유래된 것이다.
7. ↑  사르데냐어에서 독일을 부르는 명칭은 Germania로 라틴어에서 유래되었지만, 독일인 민족 자체를 뜻하는 "немецкий"(nemetskiy)는 고대 고지 독일어 diutisc에서 유래된 것이다.
8. ↑  원래 카자흐어에서 독일을 부르는 명칭은 "Алмания"이었지만, 현대 이후에는 주로 러시아어 "Германия"(게르마니아)를 받아들여 사용하고 있다.
9. ↑  슬라브조어의 *němьcь라는 단어는 '외국인' 내지 '낯선 사람'을 의미하며 직역하면 '벙어리' 혹은 '슬라브어를 하지 못하는 사람'을 뜻한다. 고대 부족의 이름인 '네메테스'(Nemetes)에서 유래되었을 가능성은 매우 낮다.
10. ↑  오스만 튀르크어에서 نمچه라는 단어는 모든 오스트리아와 신성 로마 제국 내의 국가들을 통칭했다.
11. ↑  림뷔르흐어에서 Pruses라는 단어는 주로 경멸적인 느낌으로 사용된다.
12. ↑  이곳에 분류된 명칭들은 아마 스칸디나비아의 바고트족(Vagoth)의 명칭, 혹은 발트어파의 "말하다"나 "전쟁의 함성"이라는 뜻을 가진 단어에서 유래되었을 것이라고 추정된다.

### 참조주
1. 1 2  Glushak, Vasiliy (2022년 10월 29일), 《The Content of the Concept Germans (Rus. NEMETS) in the Ancient Russian Chronicles of the 10th-16th Centuries》, Rochester, NY, 2024년 3월 27일에 확인함[깨진 링크(과거 내용 찾기)]
2. ↑  “Amtliche Übersetzungen für "Bundesrepublik Deutschland"” (PDF). 《auswaertiges-amt.de》. 5쪽. 2021년 6월 10일에 확인함.
3. ↑  R.V.Sowa, Wörterbuch des Dialekts der deutschen Zigeuner. Westliche Mundart (Abhandlungen für die Kunde des Morgenlandes 11) 라이프치히 1898 ("독일 지방 롬어 사전"에서 확인 가능.
4. 1 2  Kamusella, Tom. “Crocodile Skin, or the Fraternal Curtain (pp 742–759). 2012. The Antioch Review. Vol 70, No 4, Fall.” – www.academia.edu 경유.
5. ↑  “Norway”. 《Etymonline》. 2007년 8월 21일에 확인함.
6. ↑  Jutta Limbach, Ausgewanderte Wörter. Eine Auswahl der interessantesten Beiträge zur internationalen Ausschreibung „Ausgewanderte Wörter". Rowohlt Taschenbuch Verl, Reinbek bei Hamburg 2007, p. 123, ISBN 978-3-19-107891-1.
7. ↑  Jutta Limbach, Ausgewanderte Wörter. Eine Auswahl der interessantesten Beiträge zur internationalen Ausschreibung „Ausgewanderte Wörter". Rowohlt Taschenbuch Verl, Reinbek bei Hamburg 2007, p. 123, ISBN 978-3-19-107891-1.
8. ↑  John Joseph Gumperz and Dell Hathaway Hymes, The ethnography of communication. Holt, Rinehart and Winston, New York, N.Y. [etc.] 1972, p. 96, ISBN 9780030777455.
9. ↑  Ullrich, Jan F. (2008). New Lakota Dictionary. Bloomington, Indiana: Lakota Language Consortium. ISBN 0-9761082-9-1.
10. ↑  “Itwêwina: The online Cree dictionary”.

## 추가 읽기
- Bithell, Jethro, ed. Germany: A Companion to German Studies (5th edition 1955), 578pp; essays on German literature, music, philosophy, art and, especially, history. online edition 보관됨 11 10월 2008 - 웨이백 머신
- Buse, Dieter K. ed. Modern Germany: An Encyclopedia of History, People, and Culture 1871–1990 (2 vol 1998)
- Clark, Christopher. Iron Kingdom: The Rise and Downfall of Prussia, 1600–1947 (2006)
- Detwiler, Donald S. Germany: A Short History (3rd ed. 1999) 341pp; Germany A Short History 보관됨 31 12월 2011 - 웨이백 머신; by Donald S. Detwiler;
- Fulbrook, Mary. A Concise History of Germany (2004)
- Maehl, William Harvey. Germany in Western Civilization (1979), 833pp
- Ozment, Steven. A Mighty Fortress: A New History of the German People (2005)
- Reinhardt, Kurt F. Germany: 2000 Years (2 vols., 1961), stress on cultural topics